# 720p

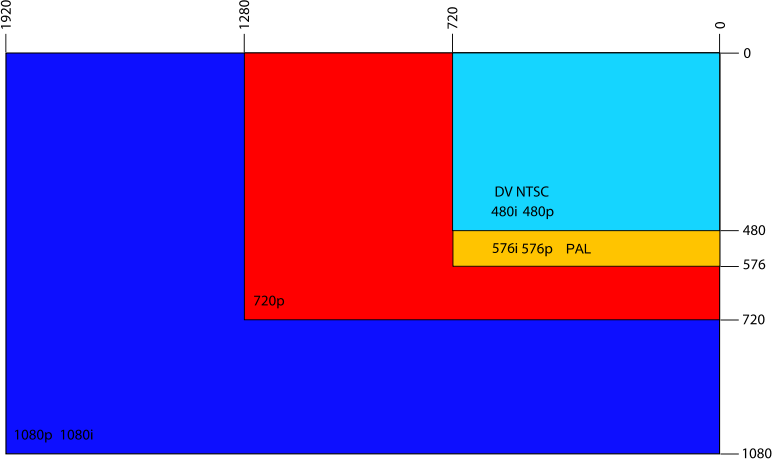
Scale di risoluzione delle odierne TV

Il termine HD o HD Ready (720p) identifica una serie di standard video relativi alla TV digitale in alta definizione (HDTV).
Il video a 720p richiede un flusso di dati inferiore a quelli necessari a 1080i e 1080p.

## Specifiche tecniche
La "p" presente nella sigla 720p e 1080p indica la tecnica progressiva con cui viene scansionata l'immagine, sia in fase di ripresa che di riproduzione, 50 volte al secondo, mentre la "i" nella sigla 1080i indica la tecnica interlacciata (da interlatched, cioè interbloccata), ossia l'alternanza della scansione delle righe dispari con quelle pari 50 volte al secondo, producendo 25 quadri completi ogni secondo.  
La tecnologia progressiva offre una percezione migliore del movimento rispetto a quella interlacciata, specialmente nelle riprese veloci, però una risoluzione di 720 linee è 2,25 (1,5x1,5) volte inferiore a quella a 1080.
Va sottolineato che, nonostante il termine sia spesso incontrato nella letteratura tecnica, non esiste alcuna versione interlacciata del formato a 720 linee. L'ipotetico formato 720i non è implementato, né è previsto da alcuno standard.
Il 720p prevede un rapporto d'aspetto di 16:9, come tutti i formati per l'alta definizione, e una risoluzione di 1280×720 pixel. La cadenza di ripresa può essere sia implicita sia espressa in hertz dopo la p, sono comuni frequenza di 24, 25, 29.97, 30, 50 e 60 Hz. Come regola generale, i paesi tradizionalmente legati alle trasmissioni PAL e SÉCAM usano le cadenze 25p e 50p, mentre quelli legati allo standard NTSC usano il 24p (per i film) e il 60p, formato questo che prevede la più alta cadenza di ripresa possibile per lo standard ATSC. Sia l'ATSC che il DVB sono in grado di veicolare tutti gli standard previsti.

## Compatibilità
Il 720p è direttamente compatibile con i moderni schermi al plasma, LCD e OLED, che sono per loro natura progressivi e che devono rimuovere dall'interallacciamento i segnali in 1080i. Per contro, i segnali 720 devono essere convertiti per essere visualizzati su monitor o televisori a tubo catodico, quest'ultimi sono solitamente interlacciati. In ogni caso, i monitor CRT asserviti ai computer sono in grado di visualizzare segnali 1280x720 progressivi, a 60 Hz. Nel caso dei monitor 4:3 la risoluzione ottimale è 1280x960 e alcuni monitor col tubo Trinitron sono in grado di arrivare al refresh di 85 Hz.
Di fatto la tecnologia a 720p viene oggi usata come sistema a basso costo nella fruizione di contenuti multimediali su PC e in alternativa ai formati MiniDV e DVCPro50. Sempre in questo ambito, oggi, a patto di una spesa superiore, si può usufruire della tecnologia 1080i oppure 1080p.
Il sistema 720p risulta pertanto superato da risoluzioni più elevate e più usate oggi, come il 1080p, il 4K e il 8K.